# Стайнер, Леонардо Ульрич
Леонардо Ульрич Стайнер (порт. Leonardo Ulrich Steiner; род. 6 ноября 1950, Форкильинья, Бразилия) — бразильский кардинал, францисканец. Территориальный прелат Сан-Фелиса со 2 февраля 2005 по 21 сентября 2011. Титулярный епископ Тизидуо и вспомогательный епископ архиепархии Бразилиа с 21 сентября 2011 по 27 ноября 2019. Архиепископ Манауса с 27 ноября 2019. Кардинал-священник с титулом церкви Сан-Леонардо-да-Порто-Маурицио-ад-Ачилия с 27 августа 2022.